# بولا
بولا (اسپانیایی: El Bola‎) یک فیلم درام اسپانیایی به کارگردانی آچرو مانیاس است که در سال ۲۰۰۰ منتشر و در همان سال برندهٔ جایزه گویا برای بهترین فیلم شد. از بازیگران این فیلم می‌توان به خوان خوزه بایستا (در نقش پسر ۱۲ ساله‌ای به نام «بولا») و آنا واگنر اشاره کرد.